# Remo nos Jogos Olímpicos de Verão de 2012 - Quatro sem leve masculino
As competições de remo nos Jogos Olímpicos de Verão de 2012 na modalidade quatro sem masculino foram disputadas entre os dias 30 de julho e 4 de agosto no Lago Dorney em Londres.

## Medalhistas
|  | RSA África do Sul                                       |  | GBR Grã-Bretanha                                           |  | DEN Dinamarca                                               |
|  | James Thompson Matthew Brittain John Smith Sizwe Ndlovu |  | Peter Chambers Rob Williams Richard Chambers Chris Bartley |  | Kasper Winther Morten Jørgensen Jacob Barsoe Eskild Ebbesen |

## Resultados
- Regras de qualificação: 1-3->S, 5..->R

### Eliminatórias

#### Eliminatória 1
| Pos. | Atletas                                                          | Equipe             | Tempo   | Notas |
| ---- | ---------------------------------------------------------------- | ------------------ | ------- | ----- |
| 1    | Simon Schürch Lucas Tramer Simon Niepmann Mario Gyr              | SUI Suíça          | 5:53.56 | Q     |
| 2    | James Thompson Matthew Brittain John Smith Sizwe Ndlovu          | RSA África do Sul  | 5:54.62 | Q     |
| 3    | Kasper Winther Morten Jørgensen Jacob Barsoe Eskild Ebbesen      | DEN Dinamarca      | 5:55.64 | Q     |
| 4    | Daniele Danesin Andrea Caianiello Marcello Miani Martino Goretti | ITA Itália         | 5:56.71 | R     |
| 5    | Anthony Fahden William Newell Nicholas la Cava Robin Prendes     | USA Estados Unidos | 6:02.42 | R     |

#### Eliminatória 2

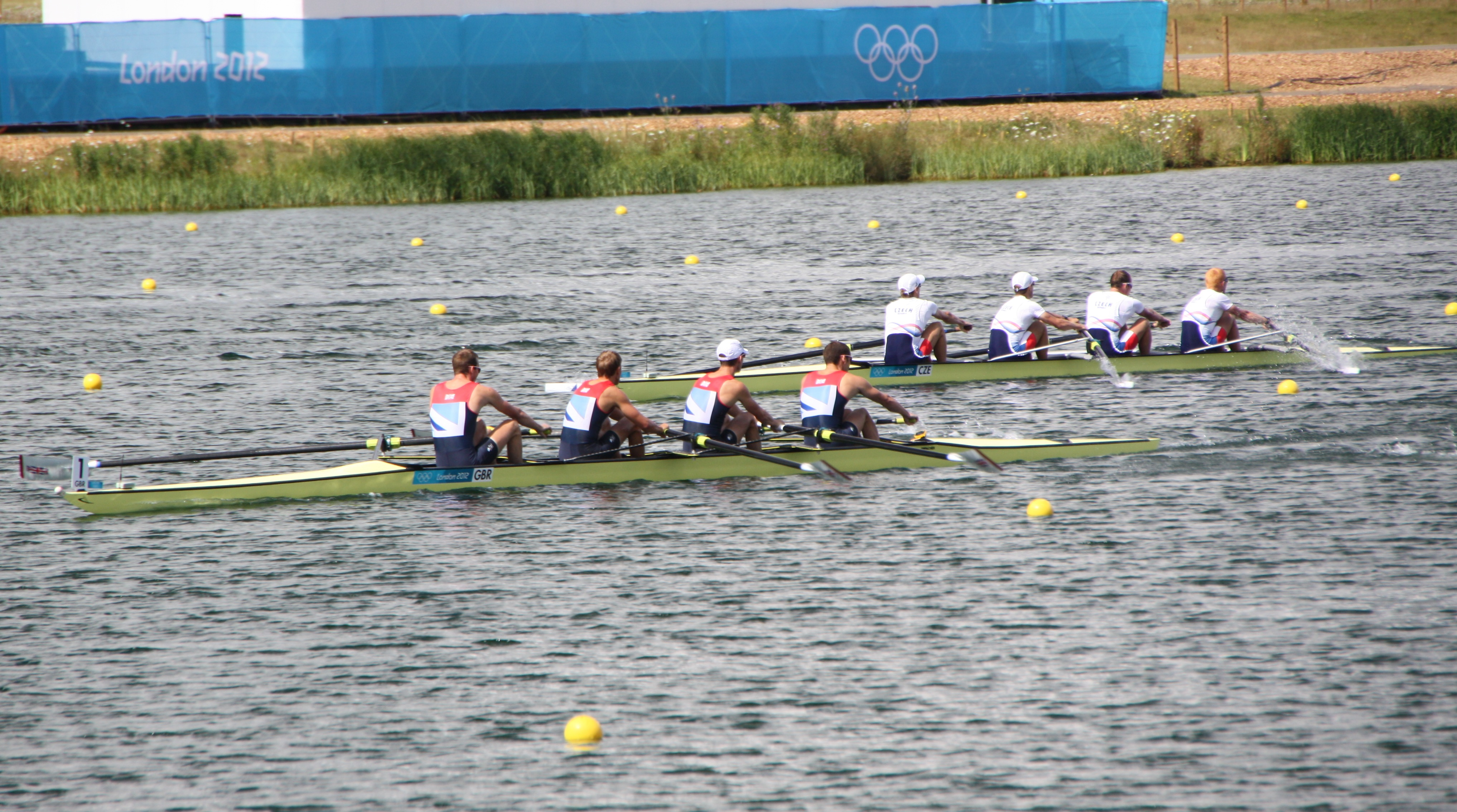
Equipes britânica e checa durante as eliminatórias do quatro sem leve.

| Pos. | Atletas                                                      | Equipe              | Tempo   | Notas |
| ---- | ------------------------------------------------------------ | ------------------- | ------- | ----- |
| 1    | Peter Chambers Rob Williams Richard Chambers Chris Bartley   | GBR Grã-Bretanha    | 5:49.29 | Q     |
| 2    | Anthony Edwards Samuel Beltz Benjamin Cureton Todd Skipworth | AUS Austrália       | 5:51.18 | Q     |
| 3    | Bastian Seibt Lars Wichert Jochen Kühner Martin Kühner       | GER Alemanha        | 5:52.05 | Q     |
| 4    | Jan Vetešník Ondřej Vetešník Jiří Kopač Miroslav Vraštil     | CZE República Checa | 5:52.69 | R     |

#### Eliminatória 3
| Pos. | Atletas                                                        | Equipe            | Tempo   | Notas |
| ---- | -------------------------------------------------------------- | ----------------- | ------- | ----- |
| 1    | Nicolas Moutton Franck Solforosi Thomas Baroukh Fabrice Moreau | FRA França        | 5:50.79 | Q     |
| 2    | Roeland Lievens Timothee Heijbrock Vincent Muda Tycho Muda     | NED Países Baixos | 5:52.47 | Q     |
| 3    | Yu Chenggang Huang Zhe Zhang Guolin Wang Tiexin                | CHN China         | 5:52.58 | Q     |
| 4    | Łukasz Pawłowski Łukasz Siemion Miłosz Bernatajtys Paweł Rańda | POL Polônia       | 5:53.52 | R     |

### Repescagem
| Pos. | Atletas                                                          | Equipe              | Tempo   | Notas |
| ---- | ---------------------------------------------------------------- | ------------------- | ------- | ----- |
| 1    | Anthony Fahden William Newell Nicholas la Cava Robin Prendes     | USA Estados Unidos  | 6:00.86 | Q     |
| 2    | Daniele Danesin Andrea Caianiello Marcello Miani Martino Goretti | ITA Itália          | 6:01.66 | Q     |
| 3    | Jan Vetešník Ondřej Vetešník Jiří Kopač Miroslav Vraštil         | CZE República Checa | 6:02.23 | Q     |
| 4    | Łukasz Pawłowski Łukasz Siemion Miłosz Bernatajtys Paweł Rańda   | POL Polônia         | 6:04.46 |       |

### Semifinais

#### Semifinal 1
| Pos. | Atletas                                                      | Equipe              | Tempo   | Notas |
| ---- | ------------------------------------------------------------ | ------------------- | ------- | ----- |
| 1    | Peter Chambers Rob Williams Richard Chambers Chris Bartley   | GBR Grã-Bretanha    | 5:59.68 | Q     |
| 2    | Simon Schürch Lucas Tramer Simon Niepmann Mario Gyr          | SUI Suíça           | 6:00.97 | Q     |
| 3    | Roeland Lievens Timothee Heijbrock Vincent Muda Tycho Muda   | NED Países Baixos   | 6:01.37 | Q     |
| 4    | Bastian Seibt Lars Wichert Jochen Kühner Martin Kühner       | GER Alemanha        | 6:02.10 |       |
| 5    | Anthony Fahden William Newell Nicholas la Cava Robin Prendes | USA Estados Unidos  | 6:05.06 |       |
| 6    | Jan Vetešník Ondřej Vetešník Jiří Kopač Miroslav Vraštil     | CZE República Checa | 6:06.85 |       |

#### Semifinal 2
| Pos. | Atletas                                                          | Equipe            | Tempo   | Notas |
| ---- | ---------------------------------------------------------------- | ----------------- | ------- | ----- |
| 1    | Kasper Winther Morten Jørgensen Jacob Barsoe Eskild Ebbesen      | DEN Dinamarca     | 6:03.53 | Q     |
| 2    | James Thompson Matthew Brittain John Smith Sizwe Ndlovu          | RSA África do Sul | 6:04.21 | Q     |
| 3    | Anthony Edwards Samuel Beltz Benjamin Cureton Todd Skipworth     | AUS Austrália     | 6:05.31 | Q     |
| 4    | Nicolas Moutton Franck Solforosi Thomas Baroukh Fabrice Moreau   | FRA França        | 6:06.90 |       |
| 5    | Daniele Danesin Andrea Caianiello Marcello Miani Martino Goretti | ITA Itália        | 6:08.44 |       |
| 6    | Yu Chenggang Huang Zhe Zhang Guolin Wang Tiexin                  | CHN China         | 6:08.47 |       |

### Finais

#### Final B
| Pos | Atletas                                                          | Equipe              | Tempo   | Notas |
| --- | ---------------------------------------------------------------- | ------------------- | ------- | ----- |
| 1   | Nicolas Moutton Franck Solforosi Thomas Baroukh Fabrice Moreau   | FRA França          | 6:08.37 |       |
| 2   | Anthony Fahden William Newell Nicholas la Cava Robin Prendes     | USA Estados Unidos  | 6:09.23 |       |
| 3   | Bastian Seibt Lars Wichert Jochen Kühner Martin Kühner           | GER Alemanha        | 6:10.07 |       |
| 4   | Yu Chenggang Huang Zhe Zhang Guolin Wang Tiexin                  | CHN China           | 6:11.33 |       |
| 5   | Jan Vetešník Ondřej Vetešník Jiří Kopač Miroslav Vraštil         | CZE República Checa | 6:11.49 |       |
| 6   | Daniele Danesin Andrea Caianiello Marcello Miani Martino Goretti | ITA Itália          | 6:14.63 |       |

#### Final A
| Pos               | Atletas                                                      | Equipe            | Tempo   | Notas |
| ----------------- | ------------------------------------------------------------ | ----------------- | ------- | ----- |
| Medalha de ouro   | James Thompson Matthew Brittain John Smith Sizwe Ndlovu      | RSA África do Sul | 6:02.84 |       |
| Medalha de prata  | Peter Chambers Rob Williams Richard Chambers Chris Bartley   | GBR Grã-Bretanha  | 6:03.09 |       |
| Medalha de bronze | Kasper Winther Morten Jørgensen Jacob Barsoe Eskild Ebbesen  | DEN Dinamarca     | 6:03.16 |       |
| 4                 | Anthony Edwards Samuel Beltz Benjamin Cureton Todd Skipworth | AUS Austrália     | 6:04.05 |       |
| 5                 | Simon Schürch Lucas Tramer Simon Niepmann Mario Gyr          | SUI Suíça         | 6:09.30 |       |
| 6                 | Roeland Lievens Timothee Heijbrock Vincent Muda Tycho Muda   | NED Países Baixos | 6:11.39 |       |

Legenda
| Recorde mundial      | Recorde mundial (World record)               |                       | Recorde africano                      | Recorde africano (African) |                                           | Q | Classificado por posição (Qualified) |
| Recorde olímpico     | Recorde olímpico (Olympic record)            | Recorde da América    | Recorde da América (Americas)         | q                          | Classificado por melhor tempo (Qualified) |   |                                      |
| Melhor marca do ano  | Melhor marca do ano (World leading)          | Recorde asiático      | Recorde asiático (Asian)              | DNS                        | Não largou (Did not start)                |   |                                      |
| Recorde nacional     | Recorde nacional (National record)           | Recorde europeu       | Recorde europeu (European)            | DNF                        | Não terminou (Did not finish)             |   |                                      |
| Recorde pessoal      | Recorde pessoal do atleta (Personal best)    | Recorde da Oceania    | Recorde da Oceania (Oceania)          | DSQ / DQ                   | Desclassificado (Disqualified)            |   |                                      |
| Recorde da temporada | Recorde da temporada do atleta (Season best) | Recorde sul-americano | Recorde sul-americano (South America) | NM                         | Sem marca (No mark)                       |   |                                      |

### Remo
| S | Classificado(a) para as semifinais |    |                        | FA | Final A (disputa de medalhas) |  |  | FD | Final D (sem medalhas) |
| Q | Classificado(a) para as quartas    | FB | Final B (sem medalhas) | FE | Final E (sem medalhas)        |  |  |    |                        |
| R | Classificado(a) para a repescagem  | FC | Final C (sem medalhas) | FF | Final F (sem medalhas)        |  |  |    |                        |